# Kungota
Kungota (Duits: Sankt Kunigund) is sinds 1994 een zelfstandige gemeente in Slovenië. De gemeente ligt niet ver van Ptuj in de regio Prekmurje. Het dorp Jurij ob Pesnici grenst aan Oostenrijk. Het telde tijdens de volkstelling in 2002 4443 inwoners. De bevolking is vooral werkzaam in de wijnbouw.

## Plaatsen in de gemeente
Ciringa, Gradiška, Grušena, Jedlovnik, Jurski Vrh, Kozjak nad Pesnico, Pesnica, Plač, Plintovec, Podigrac, Rošpoh, Slatina, Slatinski Dol, Spodnje Vrtiče, Svečina, Špičnik, Vršnik, Zgornja Kungota, Zgornje Vrtiče

## Bezienswaardigheden
- In Zgornja Kungota bevindt zich een van oorsprong 14e-eeuwse kerk van H. Kunigunde, die in de 18e eeuw werd gebarokiseerd.
- In Svečina ligt de in 1197 ingewijde kerk van H. Andreas, die in 1657 geheel werd verbouwd. Hier ligt eveneens een klein kasteel uit de 17e eeuw.
- In Slatinski dol ligt het 18e-eeuwse kasteel Bubnjev Grad.
- In Jurij ob Pesnici bevindt zich de 11e-eeuwse kerk van Sint-Joris.

## In Kungota geboren
- Andrej Perlah (1490-1551), astronoom en arts

Benedikt · Cerkvenjak · Cirkulane · Destrnik · Dornava · Duplek · Gorišnica · Hajdina · Hoče-Slivnica · Juršinci · Kidričevo · Kungota · Lenart · Lovrenc na Pohorju · Majšperk · Makole · Maribor · Markovci · Miklavž na Dravskem polju · Oplotnica · Ormož · Pesnica · Podlehnik · Poljčane · Ptuj · Rače-Fram · Ruše · Selnica ob Dravi · Slovenska Bistrica · Središče ob Dravi · Starše · Sveta Ana · Sveta Trojica v Slovenskih goricah · Sveti Andraž v Slovenskih goricah · Sveti Jurij · Sveti Tomaž · Šentilj · Trnovska vas · Videm · Zavrč · Žetale